# Kondibito
Kondibito är en ort i Burkina Faso.   Den ligger i provinsen Province du Bam och regionen Centre-Nord, i den centrala delen av landet, 120 km norr om huvudstaden Ouagadougou. Kondibito ligger 307 meter över havet och antalet invånare är 785. Den ligger vid sjön Lac de Bam.
Terrängen runt Kondibito är platt. Närmaste större samhälle är Kongoussi, 15,9 km söder om Kondibito.
Trakten runt Kondibito består i huvudsak av gräsmarker. Runt Kondibito är det ganska glesbefolkat, med 50 invånare per kvadratkilometer.